# Geodena notata
Geodena notata là một loài bướm đêm trong họ Geometridae.